# Kashmir (schweizerische Band)
Kashmir war eine Musik-Gruppe aus der Westschweiz, die dem Neo-Prog zugerechnet wird und in den Jahren 1979 bis 1983 aktiv war.

## Geschichte
Patrice Guenat veröffentlichte gemeinsam mit Laurent Beguelin 1986 eine weitere LP mit dem Titel les reflets du lac, dies jedoch nicht mehr unter dem Namen Kashmir.

## Diskografie
Alben
- 1979: Alarme! (Bellaphone Records)
- 1982: Histoire Cruèlle (Kobold)

Singles
- 1979: Alarme! / Je suis … (Kiswell)
- 1980: Hold Up / November Song (Bellaphone Records)